# Карл Рудолф фон дер Шуленбург
Карл Рудолф фон дер Шуленбург (на немски: Karl Rudolf Graf von der Schulenburg; * 2 януари 1788; † 4 септември 1856, дворец Заган) от род фон дер Шуленбург (от „Бялата линия“) е имперски граф на Шуленбург и императорски истински кемерер.

## Произход
Той е третият син на имперски граф Хайнрих Мориц фон дер Шуленбург-Хеслер (1739 – 1808) и съпругата му графиня Ердмута Хенриета фон Бюнау (1757 – 1825), дъщеря на имперски граф Рудолф II фон Бюнау (1711 – 1772) и Агнес Елизабет фон Холцендорф (1726 – 1795).

## Фамилия
Карл Рудолф фон дер Шуленбург се жени на 8 октомври 1818 г. или на 5 октомври 1819 г. в Льобихау за принцеса Катарина Фридерика Бенигна Вилхелмина Бирон от Курланд, херцогиня на Силезия-Заган (* 8 февруари 1781, Йелгава (Митау); † 29 ноември 1839, Виена), дъщеря на граф и херцог Петер фон Бирон (1724 – 1800) и Анна Шарлота Доротея фон Медем (1761 – 1821). Тя е е разведена от принц Жулес Арманд Луис Рохан (1768 – 1836) и принц Василий Сергеевич Трубецкой (1776 – 1841). Бракът е бездетен.
Катарина Бирон от Курланд има известен политически салон във Виена и има връзка с австрийския канцлер княз Клеменс фон Метерних. Тя има и извънбрачна връзка с Густав Мориц Армфелт (1757 – 1814) и има с него една дъщеря:
- Аделаида Густава Аспасия фон Бирон (* 13 януари 1801, Хамбург; † 19 май 1881, Раухалина, Финландия)